# شينيا فوجيتا
شينيا فوجيتا (باليابانية: 藤田 晋也) (7 يناير 1980 في شيزوكا في اليابان – )؛ هو لاعب كرة قدم سابق كان يلعب كلاعب وسط.